# Мои мысли тихие
«Мои мысли тихие» (укр. Мої думки тихі) — украинская лирическая комедия украинского режиссёра Антонио Лукича, ставшая его дебютной полнометражной художественной лентой. Впервые фильм был показан 4 июля 2019 года на секции East of West («На Восток от Запада») 54-го Международного кинофестиваля в Карловых Варах, где получил Специальную премию жюри. В украинский кинопрокат вышел 16 января 2020 года.
Фильм занимает 20-ю позицию в списке 100 лучших фильмов в истории украинского кино, составленном в 2021 году.
В апреле 2021 года был представлен первый трейлер фильма-продолжения «Мои мысли тихие 2», однако дата выхода фильма по состоянию на начало 2025 года не определена.

## Сюжет
Молодой парень по имени Вадим Ротт, уехав из родного Ужгорода, работает в Киеве звукорежиссёром и сочиняет музыку, при этом у него в жизни много проблем и неудач в работе и в личной жизни. Неожиданно знакомый украинец из Канады предлагает ему контракт на запись голосов украинских животных в Закарпатье, с возможностью переезда работать в Канаду в случае удачного выполнения задания. Основной вызов представляет собой запись голоса редкой раховской кряквы. Вадим с восторгом принимает заказ и отправляется в Ужгород, где его встречает его мама, которая на своей машине сопровождает его в дальнейших поездках.
В пути Вадим с мамой не переставая выясняют отношения. Мать, с одной стороны, гордится тем, что сын может уехать работать за границу, однако, с другой стороны, не хочет его отпускать, потому что чувствует себя одинокой. Со своим недавним бойфрендом-итальянцем она недавно рассталась, причём он забрал её деньги. Она спрашивает Вадима, когда ей ждать внуков, однако тот отказывается обсуждать свою личную жизнь. Мать также рассказывает Вадиму, что у неё есть ещё один друг по переписке, из бельгийского города Генк, который зовёт её к себе.
Вадиму удаётся записать множество голосов животных. Наконец, оставив мать в гостинице, однажды ночью он с найденными попутчиками полулегально отправляется в заповедник в поисках кряквы. Там он, однако, попадает в болото и чуть не тонет. Его спасают пограничники, которые обнаруживают весь его аудио- и фотоархив.
В финале Вадим снова оказывается в Киеве. Его мать пишет ему уже из Генка. Зайдя под Рождество в церковь поставить свечку, Вадим пламенем свечи прожигает подаренный матерью пуховик, с удивлением доставая из образовавшейся дыры красивое птичье пёрышко.

## В ролях
- Андрей Лидаговский — Вадим Ротт, звукорежиссёр
- Ирма Витовская-Ванца — Галина Ротт, мать Вадима, водитель такси в Ужгороде

## Производство

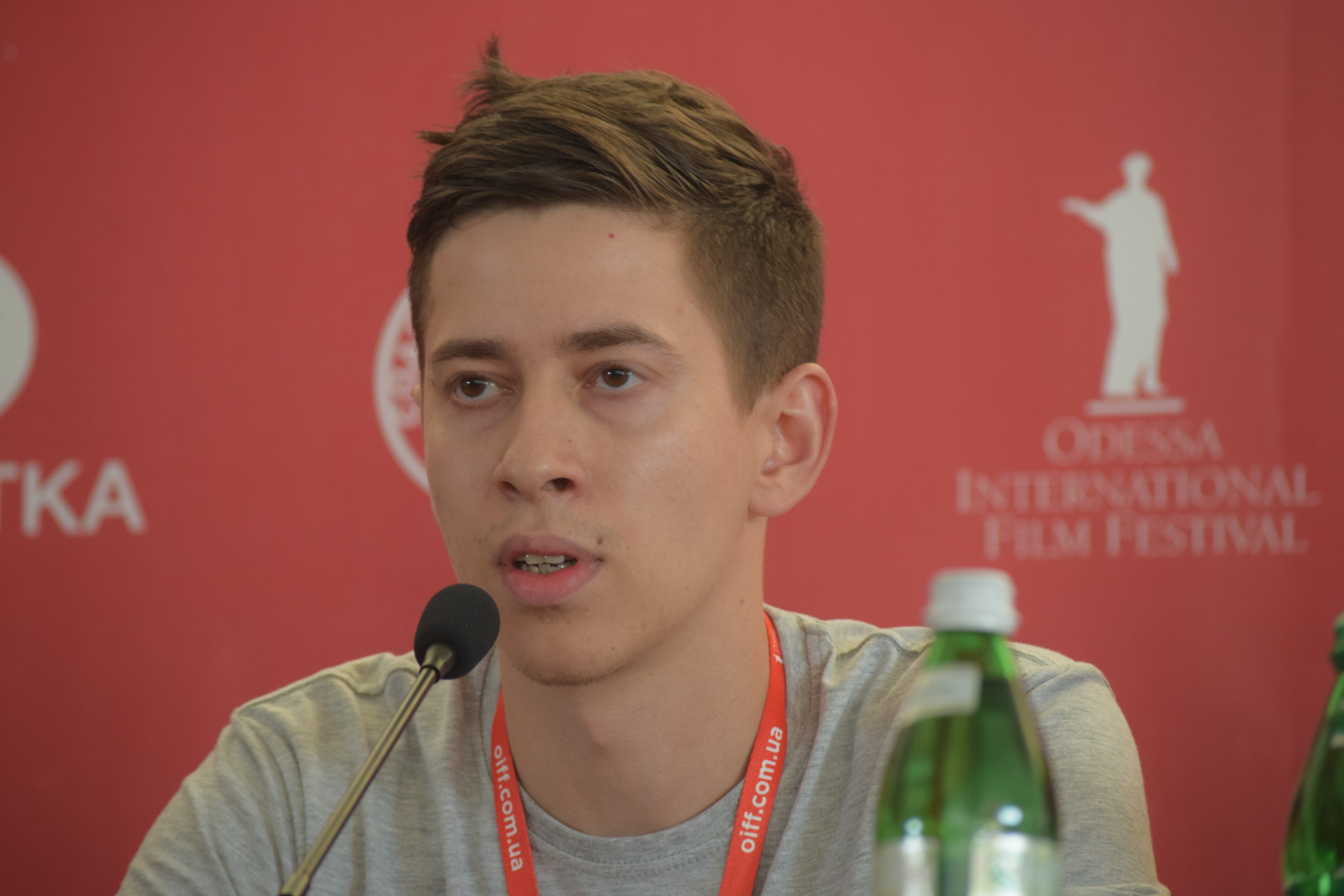
Режиссёр фильма Антонио Лукич

В июне 2017 года кинопроект стал одним из победителей Десятого конкурсного отбора Госкино.
Фильм получил государственную финансовую поддержку размером 8,9 млн грн из общей сметы в 9,2 млн грн.
Съёмки начались с марта 2018 года. Они проходили в Киеве, в Карпатах и на Закарпатье.

## Релиз

### Фестивальный релиз
Впервые фильм демонстрировался 4 июля 2019 года на секции East of West («На Восток от Запада») 54-го Международного кинофестиваля в Карловых Варах. Там фильм «Мои мысли тихие» получил Специальную премию жюри.
В Украине кинофестивальная премьера картины состоялась во время Одесского международного кинофестиваля, где работа Антонио Лукича получила приз зрительских симпатий, премию FIPRESCI за лучший украинский фильм, премию за лучшую актёрскую работу (Ирма Витовская-Ванца) и специальный приз жюри (Андрей Лидаговский).

### Кинопрокатный релиз
Сначала фильм должен был выйти в украинский кинопрокат 2 января 2020 года. Впоследствии прокат ленты в Украине перенесли на 16 января 2020 года. Дистрибьютор сделал повторный релиз ленты 5 марта 2020 года в Украине по случаю Международного женского дня.

### Релиз на домашнем видео
В марте 2020 года владелец всех прав на фильм в Украине Arthouse Traffic сообщил, что с 25 марта 2020 года лента стала доступной в Украине на VOD-платформе oll.tv/uk.
В апреле 2020 года фильм также стал доступен с оригинальной украиноязычной аудиодорожкой и русскоязычными субтитрами во многих странах Северной Америки, Европы, Африки и Азии на VOD-платформе Takflix.

## Награды
- 2019 — 54-й Международный кинофестиваль в Карловых Варах — специальная премия жюри
- 2019 — Одесский международный кинофестиваль — приз зрительских симпатий, премия FIPRESCI за лучший украинский фильм, премия за лучшую актёрскую работу (Ирма Витовская-Ванца) и специальный приз жюри (Андрей Лидаговский)
- 2020 — Украинская национальная кинопремия «Золотая дзига» — лучший фильм[20]

## Сборы
Фильм вышел в украинский прокат на 91 экране. За первую неделю (с 16 по 22 января 2020 года) комедию посмотрело 29,0 тыс. зрителей, а сборы составили почти 2,8 млн грн. На вторую неделю прокат уменьшили до 74 экранов, поэтому в конце 2-й недели общее количество просмотров фильма в кино составило 52,3 тыс. зрителей, а общий сбор — 5,0 млн грн.
Всего лента пробыла в украинском прокате пять недель и собрала ₴ 9,4 млн.

## Рецензии кинокритиков
Фильм получил смешанные отзывы украинских кинокритиков. Так, Евгений Мори (с телеканала Suspilne TV) одобрительно отозвался о фильме и охарактеризовал фильм как историю, «которая могла произойти с каждым, поэтому каждый найдёт в ней что-то знакомое». Мори также похвалил «Мои мысли тихие» как редкий пример украинской комедии, где присутствует единый сквозной сюжет. Юрий Поворознюк (издание Vertigo) также похвалил целостный сюжет ленты и отметил, что фильм создаёт комплексную картинку и не страдает от чрезмерной перегруженности визуальными элементами. Алина Ольхович (издание tochka.net) высоко оценила юмор фильма, который удачно соединил комичность и трагизм. Александра Чернова (с телеканала Hromadske) похвалила удачное интегрирование закарпатского акцента украинского языка актёрами фильма и обратила внимание на то, что герои в фильме не говорят на чистом украинском языке, зато пользуются «суржиком, как простые люди, а не какие-то роботы с актёрского факультета».
В то же время Поворознюк считает недостатком скетчевость некоторых сцен, которые порой слишком хотят перетянуть на себя внимание, выбиваясь из общего нарратива.